# Galup
Galup (pronuncia piemontese: [ɡaˈlyp]; letteralmente "prelibato" o "goloso") è un'azienda alimentare italiana, specializzata nella produzioni di dolci, fondata a Pinerolo nel 1922 da Pietro Monsù Ferrua, pasticciere piemontese. Il prodotto più noto dell'azienda è il panettone basso con la glassa di nocciole del Piemonte, creato dall'azienda nel 1922.
Nel settembre 2012 l'azienda comincia la liquidazione per difficoltà di bilancio; il 27 settembre dà inizio alla mobilità dei dipendenti, il 1º ottobre 2012 cessa quasi totalmente la produzione, ma a fine gennaio 2013 il passaggio di proprietà garantisce il salvataggio dell'azienda.

## Storia
Nel 1922 Pietro Ferrua, soprannominato Monsù Ferrua ("Signor Ferrua" in piemontese), fornaio pinerolese, lascia il forno in via Torino per trasferirsi con la moglie Regina in un piccolo edificio in mattoni rossi all'angolo tra Via del Duomo e Via del Pino, dove apre la Pasticceria Galup. Grazie ad una ricetta di sua invenzione, ossia il panettone basso con la glassa di nocciole, la fama del negozio cresce velocemente, prima in provincia, poi nella regione, fino a guadagnarsi nel 1937 il brevetto di "fornitore della Real Casa".
Durante gli anni quaranta e gli anni cinquanta, consigliato dalla moglie, il commendatore Pietro Ferrua lascia il forno per aprire uno stabilimento moderno; la nuova sede, un moderno fabbricato di 10.000 m² in via Fenestrelle, viene inaugurato nel 1948. Fra gli anni cinquanta e gli anni sessanta la Galup si espande sul territorio nazionale ed internazionale, raggiungendo principalmente Francia, Regno Unito, Sudafrica e Stati Uniti.
Tra gli anni settanta e gli anni ottanta l'azienda vede l'apice delle vendite, con una produzione artigianale di 30.000 panettoni ed una media di 60-70 dipendenti, a cui si aggiungono fra i 160 e 180 dipendenti stagionali, ed un fatturato che oscilla fra i 15 e 20 miliardi di lire.
Negli anni novanta incomincia il declino, con il primo conto economico in passivo, nel 1994, di circa 200 milioni di lire. A causa delle crisi economiche e della maggior concorrenza, l'azienda ha continuato da allora a ridurre la produzione ed il personale, ma non ha mai cessato la produzione.
Successivamente, dopo l'intervento di un curatore fallimentare, una cordata di giovani imprenditori piemontesi - impegnati nel settore dell'automotive e della comunicazione - ha acquisito la storica fabbrica di panettoni di Monsù Ferrua ed il 2013 si apre, così, con l'ufficializzazione dell'acquisizione dell'azienda da parte della nuova proprietà.

## GLP

Logo della GLP Industries

LA GLP (contrazione del nome "Galup") è la holding gestoria del gruppo TCN nell'ambito alimentare. Fondata nel 2013, l'azienda ha come scopo l'acquisizione di imprese operanti nel settore dolciario, al fine di perseguire una crescita sia sul mercato nazionale che internazionale. Dalla fondazione i marchi acquisiti dalla GLP, oltre alla Galup stessa, comprendono:
- Golosi (2017): pasticceria artigianale e monoporzioni per Ho.Re.Ca[8]
- Pasticceria Cuneo (2018): pasticceria specializzata nella produzione adatta alle intolleranze alimentari.
- Mandrile Melis (2018): azienda produttrice di cioccolato
- Streglio (2021): Azienda produttrice di cioccolato